# Sachsenbrunn
Sachsenbrunn is een plaats en voormalige gemeente in de Duitse deelstaat Thüringen, en maakt deel uit van de Landkreis Hildburghausen.
Sachsenbrunn telt  inwoners.
Sachsenbrunn werd op 1 januari 2019 opgenomen in de gemeente Eisfeld.

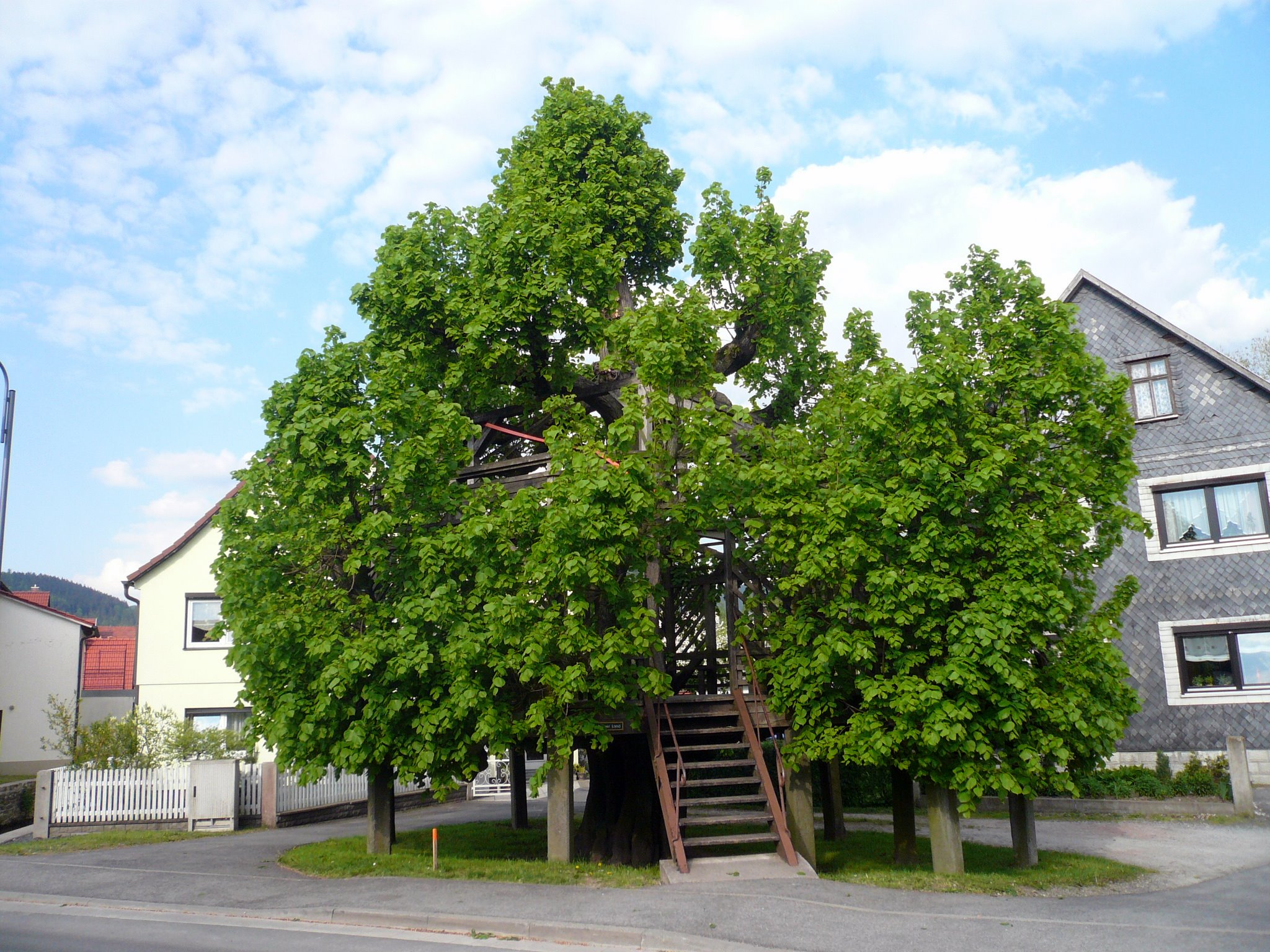
Tanzlinde (een dans- en gerechtslinde) in Sachsenbrunn